# 盖尔尼
盖尔尼（法語：Guerny，法語發音：[ɡɛʁni]）是法国厄尔省的一个市镇，位于该省东北部，属于莱桑德利区。

## 地理
盖尔尼（49°13'18"N, 1°40'44"E）面积6.03 平方千米，位于法国诺曼底大区厄尔省，该省份为法国北部内陆省份，北起滨海塞纳省，西接奧恩省和卡爾瓦多斯省，南至厄尔-卢瓦省，东临瓦兹省、瓦兹河谷省和伊夫林省。
与盖尔尼接壤的市镇（或旧市镇、城区）包括：欧特韦尔讷、埃普特河畔沙托、当居、努瓦耶、韦克桑地区布里、埃普特河畔圣克莱尔、韦利。

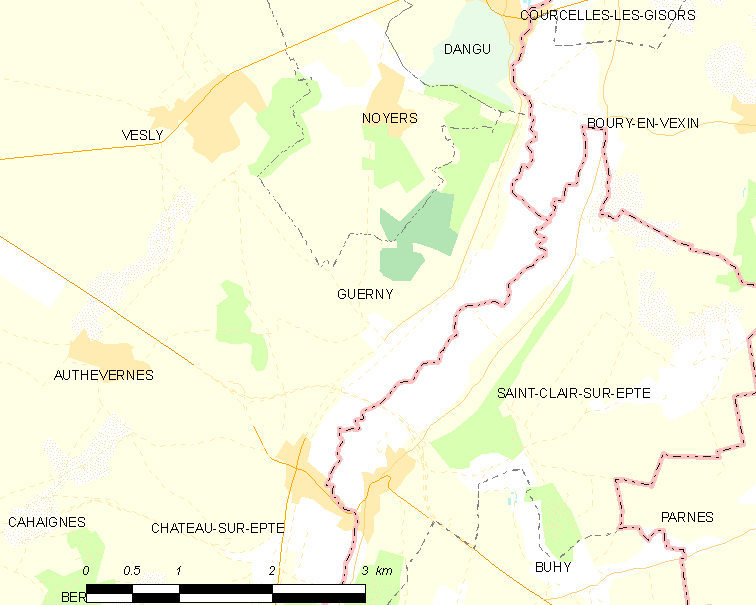
盖尔尼的OSM定位图

盖尔尼的时区为UTC+01:00、UTC+02:00（夏令时）。

## 行政
盖尔尼的邮政编码为27720，INSEE市镇编码为27304。

## 政治
盖尔尼所属的省级选区为日索尔县。

## 人口

1962-2008年间盖尔尼人口变化图示

盖尔尼于2022年1月1日时的人口数量为155人。